# 5 Астрея
Астре́я — астероїд головного поясу. Відкритий в 1845 році, через 38 років після відкриття Вести (1807). Після відкриття Астреї нові астероїди стали знаходити майже щорічно. Астрея значно поступається розмірами першим чотирьом об'єктам у поясі астероїдів. 

## Відкриття і назва
Астрея стала п’ятим об'єктом, відкритим у поясі астероїдів. Її відкрив 8 грудня 1845 року Карл Людвиг Генке. Названо на честь Астреї, грецької богині правосуддя (яка, у свою чергу, була названа на честь зір). Німецький астроном-аматор і директор поштового відділення[відсутнє в джерелі], Генке шукав Весту, коли натрапив на Астрею. За це відкриття король Пруссії призначив Генке щорічну пенсію в 1200 марок.
Генке запропонував для Астреї символ у вигляді перевернутого якіра, але, враховуючи зв'язок Астреї зі справедливістю та точністю, це могли б бути стилізовані терези. Цей символ більше не застосовується. Сучасний символ — ⑤: цифра 5, обведена колом.
Протягом 38 років після відкриття Вести, четвертого об'єкта у поясі астероїдів, нових астероїдів не знаходили. Але невдовзі після відкриття Астреї в 1840-х роках було виявлено ще п'ять астероїдів, а в 1850-х роках - 47. Таким чином, відкриття Астреї стало відправною точкою для пониження чотирьох початкових астероїдів (які в той час вважалися планетами) до їх поточного статусу, бо стало очевидним, що ці чотири були лише найбільшими серед тисяч представників нового типу небесних тіл.

## Характеристики
Фотометрія вказує на обертання астероїда у прямому напрямку, з положенням північного полюсу в напрямку прямого сходження 9 годин 52 хвилини і схилення 73° з похибкою 5°.  Це дає осьовий нахил близько 33°. З видимою зоряною величиною 8,7 (в сприятливе протистояння 15 лютого 2016 року) це лише сімнадцятий за яскравістю астероїд головного поясу. Він тьмяніший, ніж, наприклад, 192 Навсікая або навіть 324 Бамберга (у рідкісні протистояння в перигелії).
Поверхня Астреї має високу відбивну здатність, а її склад, ймовірно, є сумішшю нікелю та заліза з силікатами магнію та заліза. Це астероїд типу S за системою класифікації Толена.
Покриття зорі 6 червня 2008 року дозволило оцінити діаметр Астреї: 115 ± 6 km.